# NHL 1971/1972
Sezóna 1971/1972 byla 55. sezonou NHL. Vítězem Stanley Cupu se stal tým Boston Bruins.

## Konečné tabulky základní části

### Východní divize
| Tým                 | Z  | V  | P  | R  | B   | VG  | IG  |
| ------------------- | -- | -- | -- | -- | --- | --- | --- |
| Boston Bruins       | 78 | 54 | 13 | 11 | 119 | 330 | 204 |
| New York Rangers    | 78 | 48 | 17 | 13 | 109 | 317 | 192 |
| Montreal Canadiens  | 78 | 46 | 16 | 16 | 108 | 307 | 205 |
| Toronto Maple Leafs | 78 | 33 | 31 | 14 | 80  | 209 | 208 |
| Detroit Red Wings   | 78 | 33 | 35 | 10 | 76  | 261 | 262 |
| Buffalo Sabres      | 78 | 16 | 43 | 19 | 51  | 203 | 289 |
| Vancouver Canucks   | 78 | 20 | 50 | 8  | 48  | 203 | 297 |

### Západní divize
| Tým                     | Z  | V  | P  | R  | B   | VG  | IG  |
| ----------------------- | -- | -- | -- | -- | --- | --- | --- |
| Chicago Black Hawks     | 78 | 46 | 17 | 15 | 107 | 256 | 166 |
| Minnesota North Stars   | 78 | 37 | 29 | 12 | 86  | 212 | 191 |
| St. Louis Blues         | 78 | 28 | 39 | 11 | 67  | 208 | 247 |
| Pittsburgh Penguins     | 78 | 26 | 38 | 14 | 66  | 220 | 258 |
| Philadelphia Flyers     | 78 | 26 | 38 | 14 | 66  | 200 | 236 |
| California Golden Seals | 78 | 21 | 39 | 18 | 60  | 216 | 288 |
| Los Angeles Kings       | 78 | 20 | 49 | 9  | 49  | 206 | 305 |

## Play off
|  | Čtvrtfinále | Čtvrtfinále         | Čtvrtfinále      |                  |                       | Semifinále          | Semifinále | Semifinále |  |  | Finále Stanley Cupu | Finále Stanley Cupu | Finále Stanley Cupu |
|  |             |                     |                  |                  |                       |                     |            |            |  |  |                     |                     |                     |
|  | V1          | Boston Bruins       | 4                |                  |                       |                     |            |            |  |  |                     |                     |                     |
|  | V4          | Toronto Maple Leafs | 1                |                  |                       |                     |            |            |  |  |                     |                     |                     |
|  | V4          | Toronto Maple Leafs | 1                |                  | V1                    | Boston Bruins       | 4          |            |  |  |                     |                     |                     |
|  |             |                     |                  |                  | V1                    | Boston Bruins       | 4          |            |  |  |                     |                     |                     |
|  |             | Z3                  | St. Louis Blues  | 0                |                       |                     |            |            |  |  |                     |                     |                     |
|  | Z2          | Z3                  | St. Louis Blues  | 0                | Minnesota North Stars | 3                   |            |            |  |  |                     |                     |                     |
|  | Z2          |                     |                  |                  | Minnesota North Stars | 3                   |            |            |  |  |                     |                     |                     |
|  | Z3          | St. Louis Blues     | 4                |                  |                       |                     |            |            |  |  |                     |                     |                     |
|  |             |                     |                  |                  |                       |                     |            |            |  |  | V1                  | Boston Bruins       | 4                   |
|  |             |                     | V2               | New York Rangers | 2                     |                     |            |            |  |  |                     |                     |                     |
|  | Z1          | Chicago Black Hawks | 4                |                  |                       |                     |            |            |  |  |                     |                     |                     |
|  | Z4          | Pittsburgh Penguins | 0                |                  |                       |                     |            |            |  |  |                     |                     |                     |
|  | Z4          | Pittsburgh Penguins | 0                |                  | Z1                    | Chicago Black Hawks | 0          |            |  |  |                     |                     |                     |
|  |             |                     |                  |                  | Z1                    | Chicago Black Hawks | 0          |            |  |  |                     |                     |                     |
|  |             | V2                  | New York Rangers | 4                |                       |                     |            |            |  |  |                     |                     |                     |
|  | V2          | V2                  | New York Rangers | 4                | New York Rangers      | 4                   |            |            |  |  |                     |                     |                     |
|  | V2          |                     |                  |                  | New York Rangers      | 4                   |            |            |  |  |                     |                     |                     |
|  | V3          | Montreal Canadiens  | 2                |                  |                       |                     |            |            |  |  |                     |                     |                     |

## Ocenění
| Prince of Wales Trophy:         | Boston Bruins                                                                          |
| Clarence S. Campbell Bowl:      | Chicago Black Hawks                                                                    |
| Art Ross Trophy:                | Phil Esposito, Boston Bruins                                                           |
| Bill Masterton Memorial Trophy: | Bobby Clarke, Philadelphia Flyers                                                      |
| Calder Memorial Trophy:         | Ken Dryden, Montreal Canadiens                                                         |
| Conn Smythe Trophy:             | Bobby Orr, Boston Bruins                                                               |
| Hart Memorial Trophy:           | Bobby Orr, Boston Bruins                                                               |
| James Norris Memorial Trophy:   | Bobby Orr, Boston Bruins                                                               |
| Lady Byng Memorial Trophy:      | Jean Ratelle, New York Rangers                                                         |
| Ted Lindsay Award:              | Jean Ratelle, New York Rangers                                                         |
| NHL Plus/Minus Award:           | Bobby Orr, Boston Bruins                                                               |
| Vezina Trophy:                  | Tony Esposito & Gary Smith, Chicago Blackhawks                                         |
| Lester Patrick Trophy:          | Clarence S. Campbell, John A. "Snooks" Kelley, Ralph "Cooney" Weiland, James D. Norris |